# Sven Fischer
Sven Fischer (* 16. dubna 1971, Šmalkaldy, Německo) je bývalý německý biatlonista. V klubu WSV Oberhof 05 jej trénoval Frank Ulrich a Fritz Fischer (národní trenéři) a Klaus Siebert (klubový trenér). Po biatlonové sezóně 2006/2007 ukončil svoji kariéru.

## Životopis
Narodil se v Šmalkaldách v Durynsku. Jeho zdánlivý talent pro atletiku byl objeven brzy, už ve třetí třídě trénoval třikrát týdně ve sportovním klubu BSG Werkzeugkombinat. V páté třídě se stal šampionem okresního přeboru své věkové kategorie.
V září 1983, internátní škola Kinder- und Jugend Sportschule (KJS) ho přijala na stipendium pro mladé biatlonisty. Studoval, aby se stal sportovním učitelem. Po zkoušce v roce 1989 vstoupil do armády. Po Sjednocení Německa, pádu Berlínské zdi a následném sjednocení Německa byl nucen opustit armádu v roce 1990.
Začal trénovat na mezinárodních sportovních akcích, ale v roce 1989, kdy Fischerovi bylo osmnáct let, měl problémy s oběma svými čéšky po růstovém spurtu. Jako výsledek si odseděl celou sezónu 1989, a myslel, že možná bude muset odejít z tohoto sportu ve svém mladém věku. Nicméně, v sezóně 1990, když se vrátil z armády, zjistil, že se stal silnějším než před svým zraněním, a v prosinci 1990, slavil své první vítězství Evropského poháru ve sprintu v Hochfilzen. O týden později se zúčastnil svého prvního světového poháru. Brzy byl odměněn B-statusem a díky úspěchu v německém šampionátu v roce 1992 se kvalifikoval na světový pohár v Pokljuka v prosinci 1992.
V roce 1993 vyhrál na mistrovství světa zlatou medaili ve sprintu v Borovets, Bulharsko a ve světovém poháru, ve sprintu v Kontiolahti, Finsko. V roce 1994 vyhrál olympijskou bronzovou medaili v individuáním závodu na 20 km.
Fischer byl nedílnou součástí německého biatlonového týmu až do ukončení své kariéry.
Fischer má osm biatlonových vítězství z lyžařského festivalu v Holmenkollen, tři v individuálním závodu (1995, 1999, 2004), dvě ve sprintu (1995, 1999), dvě ve stíhacím závodu (2002, 2004), a jeden v závodu s hromadným startem (2001).

## Kariéra
Fischer vyhrál Světový pohár celkově dvakrát (1996/97 a 1998/99), také byl dvakrát druhý (1993/94 a 2004/05) a třikrát třetí (1995/96, 1997/98 a 1999 / 2000). V sezóně 2004/05 Fischer prohrál na mistrovství světa o pouhých jedenáct bodů, který by s největší pravděpodobností získal kdyby soutěžil v posledním závodě roku, ale minul ho kvůli nachlazení.
Na zimních olympijských hrách Fischer vyhrál čtyři zlaté medaile, jednu z nich ve sprintu v roce 2006 a další tři ve štafetě (1994, 1998 a 2006). Také získal dvě stříbrné a dvě bronzové medaile.
Ve světových šampionátech, Fischer nashromáždil sedm zlatých medailí, šest stříbrných a sedm bronzových. Čtyři z jeho zlatých medailí byly vyhrány ve štafetě, jedna v soutěži družstev, jedna v individuálním závodě, a jedna v závodě s hromadným startem. Ve sprintu vyhrál jednu ze svých stříbrných medailí (Hochfilzen 2005). Má tři bronzové ze stíhacího závodu (Kontiolahti 1999,Pokljuka 2001 a Hochfilzen 2005). V závodu s hromadným startem má jednu zlatou medaili (Oslo Holmenkollen 1999), dvě stříbrné medaile (Chanty-Mansijsk 2003 a Hochfilzen 2005) a jeden bronz (Pokljuka 2001). Jeho zbývající stříbrná dvě bronzové medaile přišly ve štafetě (stříbro ve městě Ruhpolding 1996, bronzy v Borovets 1993 a Lahti 2000).

## Výsledky v biatlonu
Všechny výsledky pocházejí z Mezinárodního svazu biatlonu.

### Jednotlivá vítězství
33 vítězství (6 IZ, 13 Sp, 10 SZ, 4 HS)
| Sezóna                | Datum      | Lokace             | Discipína                | Soutěž                       |
| --------------------- | ---------- | ------------------ | ------------------------ | ---------------------------- |
| 1992–93 1 vítězství   | 20.3.1993  | Kontiolahti        | 10 km sprint             | Světový pohár v biatlonu     |
| 1993–94 2 vítězství   | 20.1.1994  | Antholz-Anterselva | 20 km individuální závod | Světový pohár v biatlonu     |
| 1993–94 2 vítězství   | 12.3.1994  | Hinton             | 10 km sprint             | Světový pohár v biatlonu     |
| 1995–96 2 vítězství   | 14.12.1995 | Oslo Holmenkollen  | 20 km individuální závod | Světový pohár v biatlonu     |
| 1995–96 2 vítězství   | 16.12.1995 | Oslo Holmenkollen  | 10 km sprint             | Světový pohár v biatlonu     |
| 1996–97 3 vítězství   | 30.11.1996 | Lillehammer        | 10 km sprint             | Světový pohár v biatlonu     |
| 1996–97 3 vítězství   | 1.12.1996  | Lillehammer        | 12.5 km stíhací závod    | Světový pohár v biatlonu     |
| 1996–97 3 vítězství   | 8.3.1997   | Nagano             | 10 km sprint             | Světový pohár v biatlonu     |
| 1997–98 1 vítězství   | 20.12.1997 | Kontiolahti        | 12.5 km stíhací závod    | Světový pohár v biatlonu     |
| 1998–99 6 vítězství   | 19.12.1998 | Brezno-Osrblie     | 10 km sprint             | Světový pohár v biatlonu     |
| 1998–99 6 vítězství   | 20.12.1998 | Brezno-Osrblie     | 12.5 km stíhací závod    | Světový pohár v biatlonu     |
| 1998–99 6 vítězství   | 26.2.1999  | Lake Placid        | 10 km sprint             | Světový pohár v biatlonu     |
| 1998–99 6 vítězství   | 11.3.1999  | Oslo Holmenkollen  | 20 km individuální závod | Mistrovství světa v biatlonu |
| 1998–99 6 vítězství   | 12.3.1999  | Oslo Holmenkollen  | 10 km sprint             | Světový pohár v biatlonu     |
| 1998–99 6 vítězství   | 13.3.1999  | Oslo Holmenkollen  | 15 km hromadný start     | Mistrovství světa v biatlonu |
| 1999–2000 2 vítězství | 12.3.2000  | Lahti              | 12.5 km stíhací závod    | Světový pohár v biatlonu     |
| 1999–2000 2 vítězství | 18.3.2000  | Khanty-Mansiysk    | 12.5 km stíhací závod    | Světový pohár v biatlonu     |
| 2000–01 2 vítězství   | 7.1.2001   | Oberhof            | 15 km hromadný start     | Světový pohár v biatlonu     |
| 2000–01 2 vítězství   | 18.3.2001  | Oslo Holmenkollen  | 15 km hromadný start     | Světový pohár v biatlonu     |
| 2001–02 3 vítězství   | 20.1.2002  | Ruhpolding         | 12.5 km stíhací závod    | Světový pohár v biatlonu     |
| 2001–02 3 vítězství   | 9.3.2002   | Östersund          | 10 km sprint             | Světový pohár v biatlonu     |
| 2001–02 3 vítězství   | 23.3.2002  | Oslo Holmenkollen  | 12.5 km stíhací závod    | Světový pohár v biatlonu     |
| 2002–03 1 vítězství   | 20.2.2003  | Östersund          | 10 km sprint             | Světový pohár v biatlonu     |
| 2003–04 2 vítězství   | 22.1.2004  | Antholz-Anterselva | 20 km individuální závod | Světový pohár v biatlonu     |
| 2003–04 2 vítězství   | 6.3.2004   | Fort Kent          | 15 km hromadný start     | Světový pohár v biatlonu     |
| 2004–05 5 vítězství   | 4.12.2004  | Beitostølen        | 12.5 km stíhací závod    | Světový pohár v biatlonu     |
| 2004–05 5 vítězství   | 9.12.2004  | Oslo Holmenkollen  | 20 km individuální závod | Světový pohár v biatlonu     |
| 2004–05 5 vítězství   | 12.12.2004 | Oslo Holmenkollen  | 12.5 km stíhací závod    | Světový pohár v biatlonu     |
| 2004–05 5 vítězství   | 7.1.2005   | Oberhof            | 10 km sprint             | Světový pohár v biatlonu     |
| 2004–05 5 vítězství   | 16.3.2005  | Khanty-Mansiysk    | 10 km sprint             | Světový pohár v biatlonu     |
| 2005–06 3 vítězství   | 15.12.2005 | Brezno-Osrblie     | 20 km individuální závod | Světový pohár v biatlonu     |
| 2005–06 3 vítězství   | 18.12.2005 | Brezno-Osrblie     | 12.5 km stíhací závod    | Světový pohár v biatlonu     |
| 2005–06 3 vítězství   | 14.2.2006  | Turin              | 10 km sprint             | Olympijské zimní hry         |

* Výsledky byly získány z UIPMB a IBU závodů, které zahrnují Světový pohár v biatlonu, Mistrovství světa v biatlonu, a také výsledky ze zimních olympijských her.